# Lijst van voormalige gemeenten in Groningen
Dit is een lijst met voormalige Groningse gemeenten.
Grenscorrecties tussen gehandhaafde gemeenten zijn niet in de lijst opgenomen. Vóór 1830 kan de informatie onvolledig zijn.

## Naamgeving bestuurlijke entiteiten
Bij een herindeling ontstaat altijd een nieuwe bestuurlijke entiteit, de nieuwe entiteit kan er voor kiezen een oude naam te handhaven. Echter er is juridisch sprake van fusie met de oude entiteit. Bijvoorbeeld: Hoogkerk is in 1969 samengevoegd met Hoogkerk en een gedeelte van Noorddijk tot de nieuwe bestuursentiteit Groningen.  In 2019 zijn de gemeenten Groningen, Haren en Ten Boer alle opgeheven, waarna  - per datum opheffing  - een nieuwe gemeente Groningen is ontstaan.

## 2021
- Appingedam > Eemsdelta[1]
- Delfzijl > Eemsdelta[1]
- Loppersum > Eemsdelta[1]

## 2019
- Bedum > Het Hogeland[1]
- De Marne > Het Hogeland[1]
- Eemsmond > Het Hogeland[1]
- Grootegast > Westerkwartier[1]
- Haren > Groningen
- Leek > Westerkwartier[1]
- Marum > Westerkwartier[1]
- Ten Boer > Groningen
- Winsum > Het Hogeland, maar de voormalige gemeente Ezinge > Westerkwartier[1]
- Zuidhorn > Westerkwartier[1]

## 2018
- Bellingwedde > Westerwolde[1]
- Hoogezand-Sappemeer > Midden-Groningen[1]
- Menterwolde > Midden-Groningen[1]
- Slochteren > Midden-Groningen[1]
- Vlagtwedde > Westerwolde[1]

## 2010
- Reiderland > Oldambt[1]
- Scheemda > Oldambt[1]
- Winschoten > Oldambt[1]

## 1992
- Hefshuizen > Eemsmond[2]
- Ulrum > De Marne[2]

## 1991
- Beerta > Reiderland[2]
- Oosterbroek > Menterwolde[2]

## 1990
- Adorp > Winsum
- Aduard > Zuidhorn
- Baflo > Winsum
- Bierum > Delfzijl
- Eenrum > Ulrum
- Ezinge > Winsum
- Finsterwolde > Beerta
- Grijpskerk > Zuidhorn en Grootegast
- Kantens > Hefshuizen en Loppersum
- Kloosterburen > Ulrum
- Leens > Ulrum
- Meeden > Oosterbroek
- Middelstum > Loppersum en Hefshuizen
- Midwolda > Scheemda
- Muntendam > Oosterbroek
- Nieuwe Pekela > Pekela[1] en Stadskanaal
- Nieuweschans > Beerta
- Nieuwolda > Scheemda en Beerta
- Oldehove > Zuidhorn
- Oldekerk > Grootegast
- Oude Pekela > Pekela[1]
- Stedum > Loppersum
- Termunten > Delfzijl en Scheemda
- Usquert > Hefshuizen
- Warffum > Hefshuizen
- 't Zandt > Loppersum, Hefshuizen en Delfzijl

## 1979
- Uithuizen > Hefshuizen[1]
- Uithuizermeeden > Hefshuizen[1]

## 1969
- Hoogkerk > Groningen
- Noorddijk > Groningen en Hoogezand-Sappemeer
- Onstwedde > Stadskanaal[1]
- Wildervank > Veendam en Stadskanaal[1]

## 1968
- Bellingwolde > Bellingwedde[1] en Vlagtwedde
- Wedde > Bellingwedde[1]

## 1965
- Noordbroek > Oosterbroek[1]
- Zuidbroek > Oosterbroek[1]

## 1949
- Hoogezand > Hoogezand-Sappemeer[1]
- Sappemeer > Hoogezand-Sappemeer[1]

## 1826
- Siddeburen > Slochteren

## 1822
- Bourtange > Vlagtwedde

## 1821
- Harkstede > Slochteren
- Westerlee > Scheemda
- Windeweer > Hoogezand

## 1811
- Oosterwijtwerd > 't Zandt
- Farmsum > Delfzijl en Appingedam